# ادگار لا سلو
ادگار لا سلو (به فرانسوی: Edgar La Selve) نویسنده قرن نوزدهم میلادی اهل فرانسه است.